# Mészáros János (sportoló)
Mészáros János (Dunaszekcső, 1948. április 17. –) könnyű- és nehézbúvár, hosszútávfutó és ultratriatlonista. Az első három magyar között teljesítette az Ironman-versenyt három alkalommal, majd a kétszeres, a háromszoros, a négyszeres és az ötszörös távú ultratriatlon-versenyt. A világon elsőként teljesítette a tízszeres Ironman-távot 1992-ben. 1994-ben a sclerosis multiplexre való figyelemfelhívás céljából átkerékpározta Ausztráliát négy sivatagon át (6900 km), majd ’97-ben Amerikát, a Horn-foktól Alaszkáig (22 610 km), 109 nap alatt.

## Triatlon

### Ironman táv
1987-ben az első három magyar egyikeként teljesítette az ausztriai Podersdorfban megrendezett Ironman távú triatlonversenyt (3,6 km úszás, 180 km biciklizés és 42,2 km futás), majd ezt követően még három alkalommal vett részt a versenyen, ahol harmadik és negyedik helyezést ért el. 

### Double Iron Triathlon
1987-ben az amerikai Huntsvilleben első magyarként teljesítette a kétszeres távú triatlonversenyt (7,6 km úszás, 360 km kerékpározás és 84,4 km futás). 1990-ig a magyarok nem utazhattak a nyugati országokba, és főleg nem Amerikába. Az Egyesült Államokba a pénzügyminiszter külön engedélyével a 3 évenkénti 50 USD lehetőséget még 80 USD-vel megtoldották. A verseny igazgatója, mint a vasfüggöny mögül érkezőt, különös bánásmódban részesítette. Családjával együtt várta Mészárost a huntsville-i repülőtéren, szállást adott neki a házában, a verseny idejére egy segítő csapatot és az ott tartózkodása idejére teljes ellátást biztosított. A célba Mészáros magyar címeres mezben, magyar zászlóval a kezében érkezett (28 óra, 30 perc; 27 mp). A kerékpározást a NASA hunstwille-i űrrepülőgép leszállópályáján teljesítette.

### Triple Ironman /háromszoros ironman táv
1988-ban Le Fontanilban első magyarként teljesítette (11,4 km úszás, 540 km kerékpározás és 126, 6 km futás), ezt követően  még utána 4 éven keresztül rajthoz állt, és teljesítette a távot.

### Ultratriatlon-világkupa
1989-ben megrendezett Ultratriatlon Világkupa sorozatban IV. helyen végzett, az egyszeres, kétszeres és háromszoros távú versenyeken elért időeredmények alapján.

### Quadruple Ironman / négyszeres ironman
A Quadruple Ironman / négyszeres ironman távot 1990-ben a világon elsőként teljesítette (15,2 km úszás, 720 km kerékpározás és 168,8 km futás), és még utána 4 éven keresztül rajthoz állt és teljesítette is. A verseny a Velencei-tónál került megrendezésre.

### Quintuple Ironman / ötszörös ironman táv
Quintuple Ironman / ötszörös ironman távon 1991-ben Hollandiában V. helyen végzett (19 km úszás, 900 km kerékpározás és 211 km futás).

### Deca ironman / tízszeres ironman táv
A tízszeres távot extrémsége miatt, karitatív célból teljesítette, a világon elsőként (38 km úszás, 1800 km kerékpározás és 422 km futás).

## Karitatív sportvállalkozásai

### Fides – Space – et Caritas/ tízszeres távú ultratriatlon
Sportpályafutása alatt megfogalmazódott benne az élete mottója: „Az ember a saját hitével, kitartásával és kellő alázatával mások számára szinte hihetetlen dolgok végrehajtására képes.” 1992 Székesfehérvár – Barcelona között a világon elsőként teljesítette a tízszeres távú ultratriatlon futamot (38 km úszás, 1800 km kerékpározás, 422 km futás 228 óra alatt) a sclerosis multiplex betegségben élő emberekre való figyelemfelhívás céljából szervezett karitatív célú sportvállalkozáson ami a „Hit – Remény – Szeretet” (Fides – Space et Caritas) nevet kapta. Az 1992. évi barcelonai olimpia lángjának fellobbanásakor Schmitt Pál Magyar Olimpiai Bizottság elnöke rádión keresztül Barcelonából rajtoltatta  el Mészárost a  székesfehérvári uszodában ahol 38 km-t úszott. 25 óra úszást követően 1800 kilométert kerékpározott a fehérvári uszodától a franciaországi Montpellierig és onnan 422 km futás következett Barcelonáig ahol Juan Antonio Samaranch Nemzetközi Olimpiai Bizottság elnöke fogadta Mészárost, aki átadta neki a Nemzetközi Triatlon Szövetség kérelmi levelét, hogy a triatlonsport bekerüljön az olimpiai sportágak közé. Erre az útra már elkísérték az sclerosis multiplexes emberek egy kis csoportja is, akiket szintén fogadott Samaranch elnök úr.

### Washington DC – Vancouver
1993-ban teljesítette a Washington DC – Vancouver ultraduathlon futamot a sclerosis multiplex betegségben élő emberekre való figyelemfelhívás céljából szervezett karitatív célú sportvállalkozáson. (422 km futás, 4000 km kerékpározás, 422 km futás). Az sclerosis multiplex világkongresszusára meghívó levelet vitte Mészáros az SM nemzetközi szövetség világkongresszusára.

### Ausztrália négy sivatagon át
1994. Ausztrália „Magyar Kihívás az Ausztrál sivatagban” elnevezésű (Kerékpárral 4 sivatagon át 35 nap alatt 6.500 km) a sclerosis multiplex betegségben élő emberekre való figyelemfelhívás céljából szervezett karitatív célú sportvállalkozást (expedíció) teljesítette.

### 1 Ember 2 Keréken 3 Amerikán át
Horn-foktól - Alaszkáig, 22610 km-en és 109 napon át a sclerosis multiplex betegségben élő emberekre való figyelemfelhívás céljából szervezett karitatív célú sportvállalkozás (expedíció) fővédnöke Göncz Árpád Köztársasági elnök volt. 
A föld legtávolabbi városából, az Argentínok által csak a világ vége elnevezéssel illetett Ushuaiából 1997. március 16-án indult délelőtt tíz órakor kiment a szárazföld legdélibb pontjára, s a bicikli hátsó kerekét a Beagle csatorna vizébe mártotta.  A Magyar nemzeti lobogó és az sclerosis multiplex zászló mellett elhangzott a magyar himnusz majd pedálra tette a lábát és elindult.
Ezzel kezdetét vette eddigi legnagyobb ilyen jellegű vállalkozása, hogy délről észak felé indulva hosszában szelje át Amerikát. Tarisznyájában a hamuban sült pogácsa és a lyukas húszfilléres mellett ott lapult egy becses levél is. Ezt azok a betegek írták, akikért útnak indult. Ők hiszik, hogy fontosak valakinek, s ha nem is kaphatják vissza megrokkant egészségüket, legalább élhető életet élhetnek, talán megállítható lefelé tendáló "rokkantkarrierjük" és újra munkaképesek, hasznosan lesznek. Hiszik, hogy gyógyíthatatlan betegségük ellenére sincsenek magukra hagyatva, s a rehabilitációért folytatott tízéves küzdelmüket egyszer siker koronázza. 
Meggyőződésük, hogy a csoda az emberben lakozik, s vannak, akik képesek arra, hogy ezt felszínre hozzák, tettükkel utat nyitnak a segítő szándéknak. Legnagyobb ellenségük ugyanis a hallgatás, az az állapot, ha süket közöny veszi körül őket. Pedig nem kérnek sokat, csak egy kis odafigyelést, olyan rehabilitációs intézményt, amelyben speciális tornát kapnak, szakképzett személyzet figyel arra, hogy izmaik ne zsibbadjanak, ne veszítsék el járóképességüket, s az idő múltával is képesek legyenek legalább arra, hogy kiszálljanak a kerekes székből, kimehessenek a kertbe, vagy legalább arra, hogy megfésülködhessenek, megfogják az evőeszközt. Szeretnék elkerülni a teljes kiszolgáltatottság állapotát. 
Útközben szerényen élt- paprikás krumpli és kenyér, - tészta és zöldség volt az állandó menü. Semmi extra, az egyetlen vitaminpótló luxus a „fehér” vöröshagyma volt. Két-három naponként érkeztek emberlakta települések közelébe, országokat, kultúrákat, éghajlati övezeteket, párás meleget, szúrós sivatagi szelet, hideget és égető meleget hagyott maga mögött. Elhagyva Tűzföldet átkerekezett Argentínán, Chilén, Perun, Equadoron, Kolumbián, Costa Ricán, Nicaraguán, Hondurason, El Salvadoron, Guatemalán, Mexikón, az Egyesült Államokon, Kanadán és Alaszkán át. Két kerékpárt használt el, illetve hadirokkant lett a kísérő autó. Dél és Közép-Amerikában szegény, de szíves emberekkel találkozott, egy hétéves koldusfiú cukorral és kólával kínálta, egy tűzföldi ona indián családi kenyeret sütött neki és kíséretének. 
Kísérete között volt orvos társa, aki a pszichológusa és kerékpárszerelő is volt egy személyben, illetve Székesfehérvárról Sámson Emil autószerelő. A Kappa és a Kodak voltak a szponzorai, emellett segítette a Népjóléti Minisztérium is. Bejutottak  Alaszka zárt övezetébe is, az olajbányászok életterébe, ahol Mészárost kiengedték a Jeges-tengerhez, a szárazföld legészakabbik pontjára. 
A teljesítményért egyik szponzora, a KAPPA, “a KAPPA 1997. Év sportolója” címmel tüntette ki.

## Hosszútávfutás
Nyugdíjba vonulását követően visszatért ismét a hosszútávfutáshoz, és azóta rendszeresen részt vesz a „24 órás futás” nemzeti bajnokságon, Sárváron, ahol a 45–50 induló között az abszolút sorrendben a legjobb 30 között szerepel a 120–130 km-es teljesítményével, és ezzel a korosztályában magyar bajnok.

## Díjak és elismerések
- Triatlon, Podersdorf (1987), III. hely

- Triatlon, Podersdorf (1988), IV. hely

- Ultratriatlon Világkupa (1989), IV. hely (1x-es, 2x-es és 3x-os távú versenyeken elért időeredmények alapján)

- Quintuple Ironman, Hollandia (1991), V. hely

- 1992. „Magyar Sportért kitüntető cím”

- Terstyánszki Ödön díj 1995 (Fejér Megyei Közgyűlés)

- 2003 – A Magyar Köztársasági Érdemrend tisztikeresztje - A ’Megszállottak Klubja’ elnöke Fa Nándor óceánvitorlázó és Bessenyei Péter műrepülő világbajnok alelnök ajánlásával.